# Mitglieder der Württembergischen Landstände 1849 bis 1851
Diese Liste umfasst die Mitglieder der drei außerordentlichen Landesversammlungen zur Revision der 1819 verabschiedeten Verfassung des Königreichs Württemberg respektive zur Beratung einer neuen Verfassung.  Diese Landesversammlungen fanden in den Jahren  1849 und 1850 statt.  Es tagten der 16. außerordentliche Landtag vom 1. bis zum 22. Dezember 1849 als Erste Verfassungrevidierende Landesversammlung, der  17. außerordentliche Landtag vom 15. März bis zum 3. Juli 1850 als Zweite Verfassungberatende Landesversammlung und der 18. außerordentliche Landtag vom 4. Oktober bis zum 6. November 1850 als Dritte Verfassungberatende Landesversammlung. Die Landesversammlungen bestanden aus nur einer Kammer, der bisherigen sogenannten Zweiten Kammer. Diese umfassten lediglich die gewählten Abgeordneten der Hauptstadt und der 63 Oberämter. Weder die sechs übrigen „guten Städte“ noch die 23 bevorrechtigten Mitglieder der Zweiten Kammer waren vertreten. Die Erste Kammer trat während der Zeit dieser Landesversammlungen nicht zusammen.  Die Landesversammlungen standen unter dem Eindruck der Folgeereignisse, welche die Märzrevolution von 1848 im Laufe des Jahres 1849 nach sich gezogen hatte.  Am 18. Juni 1849  war das Rumpfparlament in Stuttgart durch württembergischen Militäreinsatz aufgelöst worden und am 23. Juli 1849  warfen die Armeen des Deutschen Bundes, insbesondere Preußens, die Revolution im Nachbarland Baden militärisch nieder. Für das Jahr 1851 verfügte der leitende Minister Joseph von Linden die verbindliche Rückkehr zur württembergischen Verfassung von 1819, so dass die Landesversammlungen im Ergebnis unwirksam blieben.

## Das Präsidium der Landesversammlungen
Alterspräsident der ersten Verfassungrevidierenden Landesversammlung 1849: Friedrich von Römer

Alterspräsident in den beiden Verfassungberatenden Landesversammlungen des Jahres 1850:  Dr. Albert Schott

Präsident: Adolf Schoder

Vizepräsident:  Friedrich Rödinger

## Die 64 gewählten Abgeordneten der Landesversammlungen

### Der Abgeordnete der Landeshauptstadt
| Stadt     | Name                                                                           |
| --------- | ------------------------------------------------------------------------------ |
| Stuttgart | Wilhelm Murschel Erste Verfassungrevidierende Landesversammlung 1849           |
| Stuttgart | Dr. Albert Schott Zweite und Dritte Verfassungberatende Landesversammlung 1850 |

### Die Abgeordneten der Oberämter desNeckarkreises
| Oberamt           | Name |
| ----------------- | --- |
| Backnang          | Ferdinand Nägele |
| Besigheim         | Adolf Schoder |
| Böblingen         | Karl Desselberger |
| Brackenheim       | Paul Vogel |
| Cannstatt         | Karl Mäulen |
| Esslingen         | Dr. Gustav Adolf Riecke |
| Heilbronn (Amt)   | August Ruoff |
| Leonberg          | Dr. Sixt Karl Kapff Erste Verfassungrevidierende Landesversammlung 1849 und Zweite Verfassungberatende Landesversammlung 1850 |
| Leonberg          | Dr. Friedrich Notter Dritte Verfassungberatende Landesversammlung 1850                                                        |
| Ludwigsburg (Amt) | August von Rüpplin Erste Verfassungrevidierende Landesversammlung 1849                                                        |
| Ludwigsburg (Amt) | Adolf Goppelt Zweite Verfassungberatende Landesversammlung 1850                                                               |
| Ludwigsburg (Amt) | Wilhelm Weigle Dritte Verfassungberatende Landesversammlung 1850                                                              |
| Marbach           | Albert Krauß |
| Maulbronn         | Karl August Fetzer |
| Neckarsulm        | Franz von Zwerger Erste Verfassungrevidierende Landesversammlung 1849 und Zweite Verfassungberatende Landesversammlung 1850   |
| Neckarsulm        | Gustav Vogel Dritte Verfassungberatende Landesversammlung 1850                                                                |
| Stuttgart (Amt)   | Dr. Gustaf Pfizer Erste Verfassungrevidierende Landesversammlung 1849                                                         |
| Stuttgart (Amt)   | Dr. Julius Hoelder Zweite Verfassungberatende Landesversammlung 1850                                                          |
| Stuttgart (Amt)   | Friedrich Rudolf Roth Dritte Verfassungberatende Landesversammlung 1850                                                       |
| Vaihingen         | Franz Hopf |
| Waiblingen        | Jakob Friedrich Barchet Erste Verfassungrevidierende Landesversammlung 1849                                                   |
| Waiblingen        | Ludwig August Oesterlen Zweite und Dritte Verfassungberatende Landesversammlung 1850                                          |
| Weinsberg         | Franz Fraas |

### Die Abgeordneten der Oberämter desJagstkreises
| Oberamt         | Name |
| --------------- | --- |
| Aalen           | Dr. Moriz Mohl |
| Crailsheim      | Julius Sattler |
| Ellwangen (Amt) | Dr. Johannes Evangelist Kuhn |
| Gaildorf        | Heinrich Ferdinand Pantlen Erste Verfassungrevidierende Landesversammlung 1849                                                   |
| Gaildorf        | Ludwig Wullen Zweite und Dritte Verfassungberatende Landesversammlung 1850                                                       |
| Gerabronn       | Gottlob Friedrich Egelhaaf |
| Gmünd           | Eduard Forster |
| Hall            | Wilhelm Zimmermann |
| Heidenheim      | Friedrich Winter |
| Künzelsau       | Wilhelm Theodor Müller Erste Verfassungrevidierende Landesversammlung 1849 und Zweite Verfassungberatende Landesversammlung 1850 |
| Künzelsau       | Johann Friedrich Reger Dritte Verfassungberatende Landesversammlung 1850                                                         |
| Mergentheim     | Dr. August Ludwig Reyscher |
| Neresheim       | Karl Wilhelm Desaller |
| Öhringen        | Friedrich Rödinger |
| Schorndorf      | Adolf Zech Erste Verfassungrevidierende Landesversammlung 1849                                                                   |
| Schorndorf      | Adolf Burk Zweite Verfassungberatende Landesversammlung 1850                                                                     |
| Schorndorf      | Adolf Zech Dritte Verfassungberatende Landesversammlung 1850                                                                     |
| Welzheim        | Gottlob Tafel |

### Die Abgeordneten der Oberämter desSchwarzwaldkreises
| Oberamt        | Name                                                                              |
| -------------- | --------------------------------------------------------------------------------- |
| Balingen       | Johann Jakob Ruoff                                                                |
| Calw           | Johann Georg Dörtenbach                                                           |
| Freudenstadt   | Dr. Christian Frisch Erste Verfassungrevidierende Landesversammlung 1849          |
| Freudenstadt   | Sigmund Schott Zweite und Dritte Verfassungberatende Landesversammlung 1850       |
| Herrenberg     | Dr. Gustav Zeller Erste Verfassungrevidierende Landesversammlung 1849             |
| Herrenberg     | Konrad Ludwig Hiller Zweite und Dritte Verfassungberatende Landesversammlung 1850 |
| Horb           | Friedrich Wilhelm Pfäfflin                                                        |
| Nagold         | Christoph Geigle                                                                  |
| Neuenbürg      | Adolf Seeger                                                                      |
| Nürtingen      | Heinrich Kraz                                                                     |
| Oberndorf      | Michael Trotter                                                                   |
| Reutlingen     | Dr. Karl Friedrich Schnitzer                                                      |
| Rottenburg     | Dr. Carl Pfeifer                                                                  |
| Rottweil       | Dr. Karl Friedrich Rheinwald                                                      |
| Spaichingen    | Friedrich Franz Platz Erste Verfassungrevidierende Landesversammlung 1849         |
| Spaichingen    | Dr. Franz Anton Winker Zweite Verfassungberatende Landesversammlung 1850          |
| Spaichingen    | Joseph von Linden Dritte Verfassungberatende Landesversammlung 1850               |
| Sulz           | Dr. Hermann Stockmayer                                                            |
| Tübingen (Amt) | Dr. Eduard Schweickhardt                                                          |
| Tuttlingen     | Barnabas Mattes                                                                   |
| Urach          | Friedrich Christian Wieland Erste Verfassungrevidierende Landesversammlung 1849   |
| Urach          | Dr. Friedrich Ammermüller Zweite Verfassungberatende Landesversammlung 1850       |
| Urach          | Friedrich Christian Wieland Dritte Verfassungberatende Landesversammlung 1850     |

### Die Abgeordneten der Oberämter desDonaukreises
| Oberamt    | Name |
| ---------- | --- |
| Biberach   | Rudolf Probst |
| Blaubeuren | Philipp Frank Erste Verfassungrevidierende Landesversammlung 1849                                                                     |
| Blaubeuren | Karl Nüßle Zweite und Dritte Verfassungberatende Landesversammlung 1850                                                               |
| Ehingen    | Georg Anton Feyl Erste Verfassungrevidierende Landesversammlung 1849 und Zweite Verfassungberatende Landesversammlung 1850            |
| Ehingen    | Eduard Franz Schefold Dritte Verfassungberatende Landesversammlung 1850                                                               |
| Geislingen | Friedrich von Römer |
| Göppingen  | Christian Philipp Seefried |
| Kirchheim  | Johann Friedrich Tritschler Erste Verfassungrevidierende Landesversammlung 1849 und Zweite Verfassungberatende Landesversammlung 1850 |
| Kirchheim  | Sixt Alexander Kapff Dritte Verfassungberatende Landesversammlung 1850                                                                |
| Laupheim   | Xaver Walser |
| Leutkirch  | Constantin von Waldburg-Zeil Erste Verfassungrevidierende Landesversammlung 1849                                                      |
| Leutkirch  | Stephan Rau Zweite Verfassungberatende Landesversammlung 1850                                                                         |
| Leutkirch  | Constantin von Waldburg-Zeil Dritte Verfassungberatende Landesversammlung 1850                                                        |
| Münsingen  | Eduard Süskind |
| Ravensburg | Anton Neher |
| Riedlingen | Dr. Martin Joseph von Mack |
| Saulgau    | Konrad Neidlein |
| Tettnang   | Georg Pfahler |
| Ulm        | Ludwig Seeger Erste Verfassungrevidierende Landesversammlung 1849 und Zweite Verfassungberatende Landesversammlung 1850               |
| Ulm        | August von Walther Dritte Verfassungberatende Landesversammlung 1850                                                                  |
| Waldsee    | Johann Joseph Huck |
| Wangen     | Alois Bendel Erste Verfassungrevidierende Landesversammlung 1849 und Zweite Verfassungberatende Landesversammlung 1850                |
| Wangen     | Leopold Steffelin von Hartenstein Dritte Verfassungberatende Landesversammlung 1850                                                   |